# Viktor Heeger
Viktor Heeger, celým jménem Viktor Emanuel Heeger (28. dubna 1858 Zlaté Hory – 5. srpna 1935 Opava), byl rakouský pedagog, spisovatel, průkopník lyžování v Jeseníkách a politik německé národnosti působící ve Slezsku. Na konci 19. století byl poslancem Říšské rady.

## Biografie
Narodil se jako syn hraběcího a biskupského lesního geometra Moritze Gabriela Heegera a Anny, rozené Reinelt. Působil jako učitel na měšťanské škole v Bruntálu. Od roku 1892 byl spisovatelem žijícím v Brně.
Na konci 19. století se zapojil i do celostátní politiky. Ve volbách do Říšské rady roku 1897 byl zvolen za městskou kurii, obvod Krnov, Albrechtice atd.V roce 1897 se profesně uvádí jako spisovatel ve Vídni.
Po ukončení poslanecké činnosti byl učitelem na různých školách vydržovaných národnostním spolkem Bund der Deutschen Nordmährens se sídlem v Olomouci a spolkem Verein Südmark se sídlem ve Štýrském Hradci. V roce 1909 se přestěhoval do Opavy. V roce 1913 zde založil slezskou rolnickou divadelní společnost.
Publikoval díla, v nichž používal slezský německý dialekt. Psal básně. Podílel se na výstavbě školní budovy Petrinv Bruntálu.